# Bukowinaer Lokalbahnen
Die Bukowinaer Lokalbahnen (BLB) waren eine Lokalbahngesellschaft in der Bukowina im Kaiserreich Österreich-Ungarn.

## Geschichte und Linien

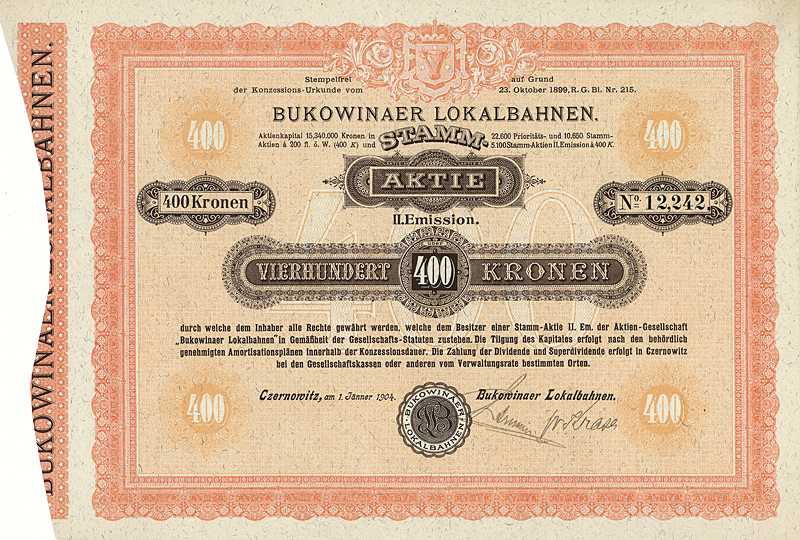
Aktie über 400 Kronen der Bukowinaer Lokalbahnen vom 1. Januar 1904

Sie ging am 12. Juni 1886 aus der Localbahn Czernowitz-Nowosielitza hervor, die wiederum am 5. Juni 1883 durch Alexander Freiherrn von Petrinó, Heinrich Popper, Nikolaus Freiherr von Mustatza, Stefan Stephanowitz und Johann Zotta konzessioniert wurde und nach der Genehmigung der Statuten am 2. Juli 1883 durch eine konstitutionierende Generalversammlung am 15. Juli 1883 als Aktiengesellschaft gegründet worden war. Diese Vorgänger-Aktiengesellschaft, welche als Lokalbahn durch die Gesetze vom 25. Mai 1880 und am 26. Dezember 1882 bestätigt wurde, eröffnete am 12. Juli 1884 die gleichnamige Strecke mit Anschluss in Nowosielitza an die Russischen Südwestbahnen (Strecke Nowoseliza-Larga-Okniza-Belzy).
Unter ihrer Verwaltung bestanden folgende Strecken:
- Lokalbahn Czernowitz–Nowosielitza (Eröffnung am 12. Juli 1884 – Streckenlänge 30,831 km), diese ging am 1. Januar 1894[5] in den Besitz des Staates über
- Lokalbahn Hliboka–Berhometh am Sereth (heute Hlyboka–Berehomet) mit Zweigbahn Karapcziu–Czudin (Eröffnung am 30. November 1886 – Streckenlänge 52,924 km + 18,710 km)
  - Schleppbahn Berhometh am Sereth–Meżybrody–Lopuszna (Eröffnung am 15. November 1909 – Streckenlänge 14,621 km)
- Lokalbahn Hatna–Dorna Watra
  - Teilstrecke Hatna–Kimpolung (Eröffnung am 1. Mai 1888 – Streckenlänge 66,866 km)
  - Teilstrecke Kimpolung–Valeputna (Eröffnung am 9. Januar 1901 – Streckenlänge 18,984 km)
  - Teilstrecke Valeputna–Jakobeny–Dorna Watra (Eröffnung am 29. Oktober 1902 – Streckenlänge 22,971 km)
  - Abzweig Pożoritta–Louisenthal/Fundul Moldowi (Eröffnung am 25. August 1906 – Streckenlänge 6,246 km)
- Lokalbahn Hadikfalva–Radautz (heute Dornești–Rădăuți; Eröffnung am 17. November 1889 – Streckenlänge 8,140 km), diese Bahn wurde am 1. Juli 1898 an die Neue Bukowinaer Lokalbahn-Gesellschaft verkauft
- Schleppbahn Wama–Russisch Moldawitza (Eröffnung am 15. August 1889 – Streckenlänge 20,059 km)
- Schmalspurige Lokalbahn Czudin–Koszczuja (heute Tschudej–Koschtschuha) (Eröffnung am 15. Oktober 1908 – Streckenlänge 22,554 km)

Die Strecke von Kimpolung nach Dorna Watra wurde erst am 23. Oktober 1899 konzessioniert, die Lokalbahn Czudin-Koszczuja erst am 18. Januar 1907 bzw. 16. Januar 1911.
Da die Gesellschaft keine eigenen Betriebsmittel hatte, lag die Betriebsführung der Bahn bis zum 1. Juli 1889 bei der Lemberg-Czernowitz-Jassy-Eisenbahn, mit diesem Tag ging sie an die k.k. österreichischen Staatsbahnen über.
Die BLB selbst bestand bis zum Ende des Ersten Weltkrieges 1918/19, danach wurde sie aufgelöst und die Strecken gingen, da die Bukowina nun ein Teil Großrumäniens wurde in den Besitz der Căile Ferate Române (Rumänische Staatseisenbahngesellschaft) über.

## Fahrzeuge
- 25 Lokomotiven mit 6 Tendern
  - BLB 015
  - BLB 012–014
  - BLB 020–021
- 11 Personenwagen
- 3 Dienstwagen
- 107 Güterwagen
- 12 Trucks

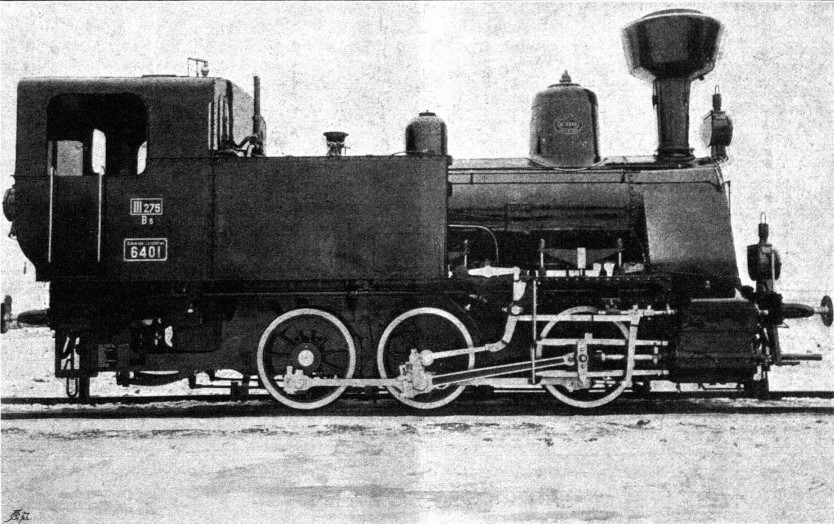
Serie 64. Krauss, Linz
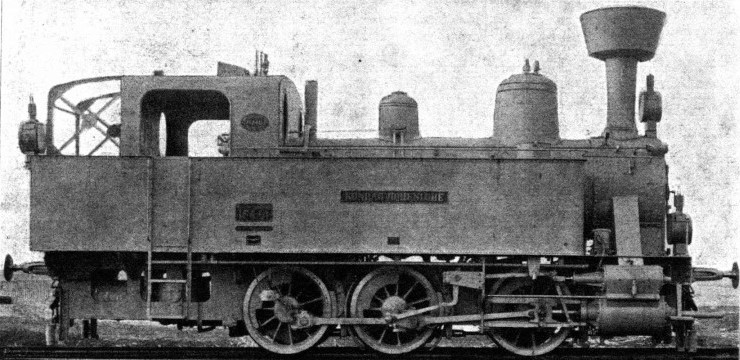
Serie 164. Krauss, Linz
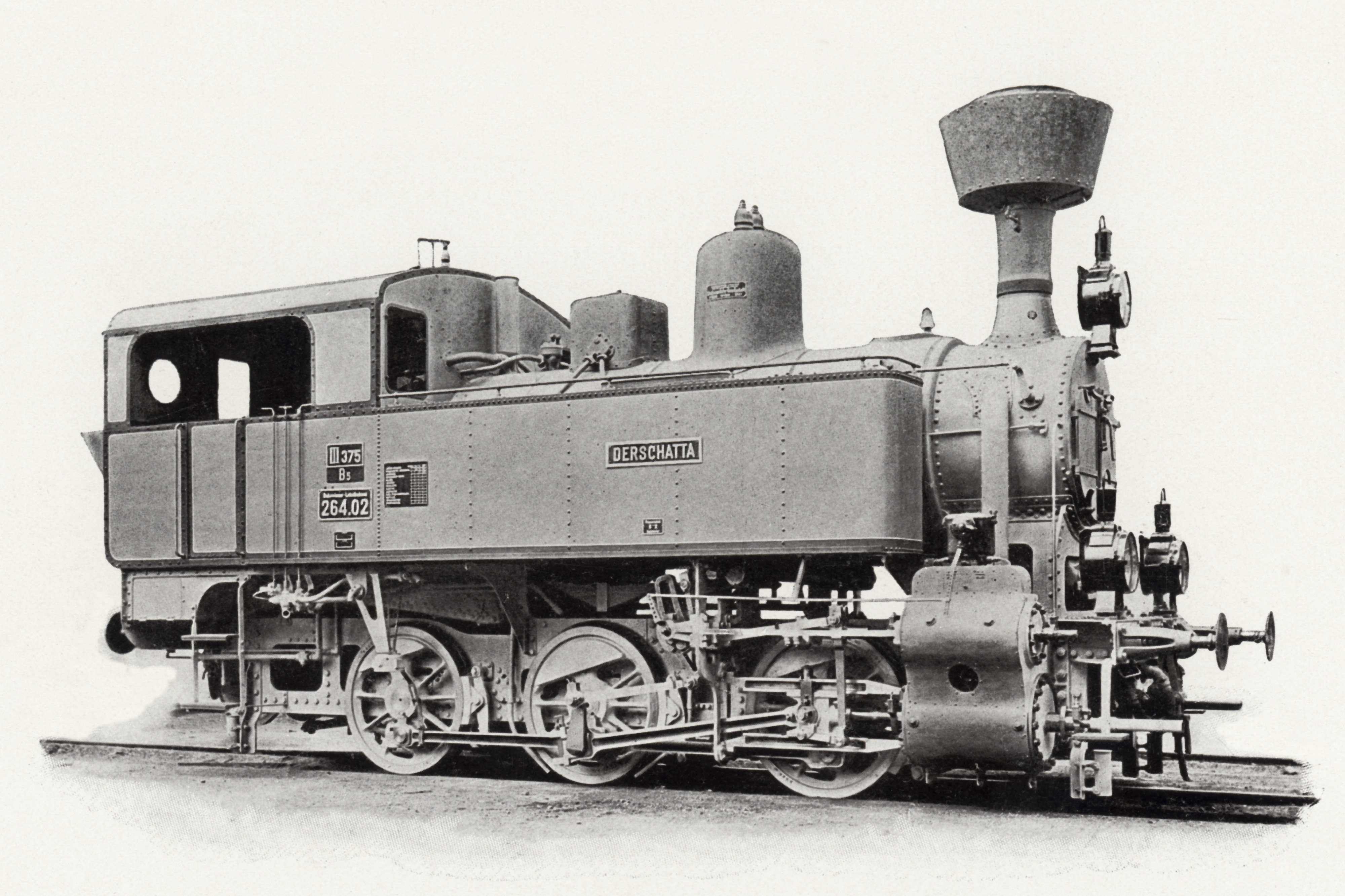
Serie 264. Maschinenfabrik der St.-E.-G. in Wien
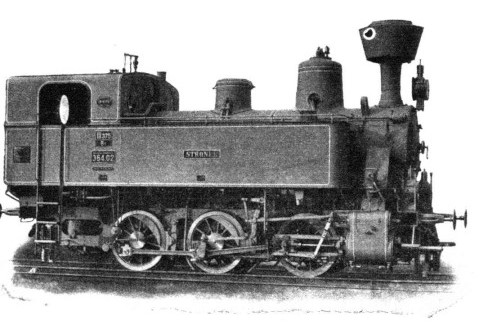
Serie 364. Krauss, Linz
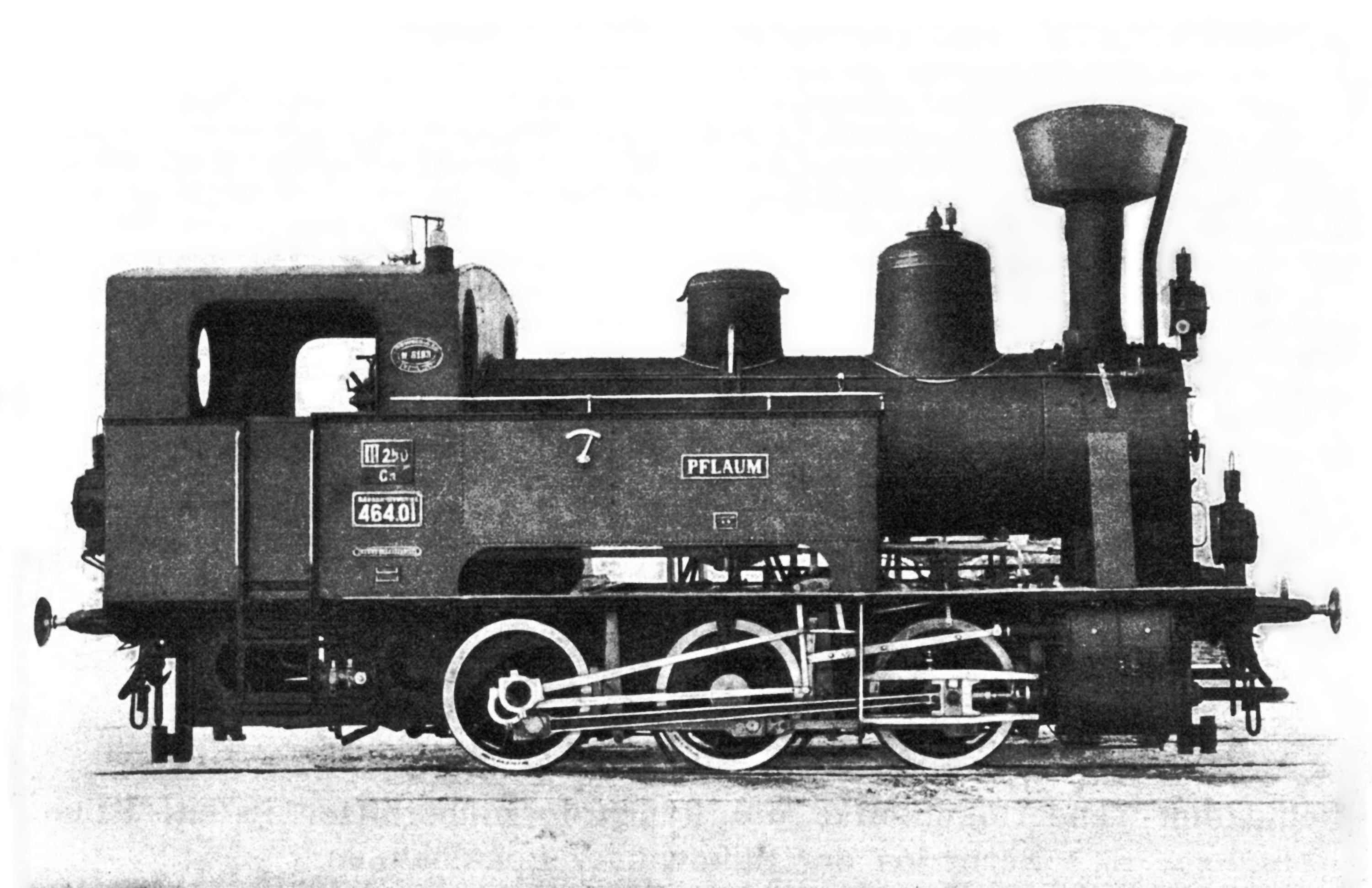
Serie 464 mit Rauchröhrenüberhitzer Patent Schmidt. Krauss, 1910